# Hałocz
Hałocz (ukr. Галоч) – wieś na Ukrainie w rejonie użhorodzkim obwodu zakarpackiego.